# Theria crypta
Theria crypta là một loài bướm đêm trong họ Geometridae.